# Drymusa
Drymusa és un gènere d'aranyes araneomorfes de la família dels drimúsids (Drymusidae). Fou descrita per primera vegada l'any 1893 per Simon.
La majoria de les espècies es troben a Amèrica del Sud, especialment al Brasil, i la zona del Carib.

## Taxonomia
Segons el World Spider Catalog, versió 19.0, del 15 de juny de 2018, existeixen 12 espècies:
- Drymusa armasi Alayón, 1981 (Cuba)
- Drymusa canhemabae Brescovit, Bonaldo & Rheims, 2004 (Brasil)
- Drymusa colligata Bonaldo, Rheims & Brescovit, 2006 (Brasil)
- Drymusa dinora Valerio, 1971 (Costa Rica)
- Drymusa nubila Simon, 1891 (St. Vincent) (espècie tipus)
- Drymusa philomatica Bonaldo, Rheims & Brescovit, 2006 (Brasil)
- Drymusa rengan Labarque & Ramírez, 2007 (Xile)
- Drymusa serrana Goloboff & Ramírez, 1992 (Argentina)
- Drymusa simoni Bryant, 1948 (Hispaniola)
- Drymusa spectata Alayón, 1981 (Cuba)
- Drymusa spelunca Bonaldo, Rheims & Brescovit, 2006 (Brasil)
- Drymusa tobyi Bonaldo, Rheims & Brescovit, 2006 (Brasil)